# Nim
Nim (anteleja, lat. Azadirachta indica) je stablo iz roda Azadirachta. Najčešće raste u Indiji, no ima ga i u Pakistanu, te Mijanmaru, dok je zahvaljujući čovjeku kasnije raširen izvan svog osnovnog područja rasta, i to u Africi, Americi, Australiji, te na pacifičkim otocima.
Svi su dijelovi biljke ljekoviti, a koristi se i pri pošumljavanju, te kao biološki insekticid.

## Uporaba
Biljka se u Indiji koristi slično kao u Hrvatskoj lavanda, stavlja se u ormare s rubljem, a koristi se i kod čuvanja riže. Suho se lišće u tropskim zemljama pali za rastjerivanje komaraca. Listovi se koriste i u nekim hinduističkim vjerskim obredima. Također se biljka koristi i u tradicionalnoj indijskoj medicini ayurvedi.

### Kao povrće
U Indiji mladi izdanci i cvjetovi služe kao hrana. U iste se svrhe koristi i u Kambodži, Laosu, Tajlandu te Mijanmaru.

### Tradicionalna medicina
U Indiji se kao ljekovita biljka koristi više od 2000 godina. Smatra se da pripravci nima djeluju kod gljivičnih, parazitima izazvanih, bakterijskih i virusnih bolesti, a drži se i da su korisni kod dijabetesa, te da također djeluju kontraceptivno i sedativno. Povoljno djeluju i kod kožnih bolesti. Ulje nima dobro je za kosu, te poboljšava funkciju jetre, čisti krv, te uravnotežava razinu šećera u krvi.

### Kontraindikacije
Ulje može u većim količinama djelovati toksično.

### Kontrola štetnika i biljnih bolesti
Nim je ključni sastojak pripravaka, koji se koriste kao prirodna alternativa sintetskim pesticidima.

### Korozioni inhibitor
Ispitivanja primjene nima kao netoksičnog korozionog inhibitora vršena su i kod nas.

### Ostali načini upotrebe
- Kozmetika: ulje nima koristi se u pripravi kozmetičkih preparata, prije svega: sapuna, šampona, krema i zubne paste.
- Za čišćenje zubi: Tradicionalno u Indiji, Africi i Srednjem Istoku grančice se koriste kao četkica za zube, te strugač jezika.[7]
- Stablo: Koristi se u borbi protiv širenja pustinje.
- Nim guma koristi se kao punilo pri pripravi nekih vrsta hrane.
- Cvijeće nima  koristi se u mješavinama sa šećerom, te pri pripravi nekih jela.
- Rastjerivanje ptica: Lišće prokuhano u vodi dobro je za rastjerivanje nekih vrsta ptica.
- Podmazivanje: nimovo ulje ne suši pa se koristi za podmazivanje kolskih kotača.
- Gnojivo: Nim se može koristiti kao dodatak ili samostalno, posebno je dobar za šećernu trsku i povrće.
- Smola: Iscijedak ozlijeđene kore može se koristiti kao ljepilo ili aditiv za hranu.
- Kora: Kora nima sadrži 14% tanina, od kore se nadalje izrađuje i gruba užad.
- Med: U Aziji nimov med doseže vrhunske cijene.
- Sapun: 80% indijske proizvodnje nimova ulja koristi se u proizvodnji sapuna.[8]

## Vanjske poveznice
- Neem Foundation, India (engl.)
- International Neem Network der FAO (engl.)  Arhivirana inačica izvorne stranice od 16. siječnja 2003. (Wayback Machine)